# Amphoe Pathum Ratchawongsa
Amphoe Pathum Ratchawongsa (Thai: อำเภอ ปทุมราชวงศา) ist ein Landkreis (Amphoe – Verwaltungs-Distrikt) im Osten der Provinz Amnat Charoen. Die Provinz Amnat Charoen liegt im östlichen Teil der Nordostregion von Thailand, dem so genannten Isan.

## Geographie
Benachbarte Amphoe sind vom Süden aus gezählt: die Amphoe Phana, Mueang Amnat Charoen und Chanuman der Provinz Amnat Charoen sowie die Amphoe Khemarat, Kut Khaopun und Trakan Phuet Phon in der Ubon Ratchathani Provinz.

## Geschichte
Amphoe Pathum Ratchawongsa wurde am 2. Juli 1993 eingerichtet, indem die drei Tambon Kham Phon, Nong Kha und Na Wa vom Amphoe Chanuman, die Tambon Lue und Huai vom Amphoe Phana sowie Tambon Non Ngam vom Amphoe Mueang Amnat Charoen abgetrennt und zusammengelegt wurden.

## Verwaltung

### Provinzverwaltung
Amphoe Pathum Ratchawongsa ist in sieben Tambon („Unterbezirke“ oder „Gemeinden“) eingeteilt, die sich weiter in 73 Muban („Dörfer“) unterteilen.
| Nr. | Name        | Thai    | Muban | Einw. |
| --- | ----------- | ------- | ----- | ----- |
| 01. | Nong Kha    | หนองข่า  | 09    | 6.590 |
| 02. | Kham Phon   | คำโพน   | 10    | 7.599 |
| 03. | Na Wa       | นาหว้า   | 09    | 8.399 |
| 04. | Lue         | ลือ      | 14    | 8.291 |
| 05. | Huai        | ห้วย     | 13    | 6.958 |
| 06. | Non Ngam    | โนนงาม  | 08    | 3.859 |
| 07. | Na Pa Saeng | นาป่าแซง | 10    | 6.120 |

### Lokalverwaltung
Es gibt 4 Kommunen mit „Kleinstadt“-Status (Thesaban Tambon) im Landkreis:
- Nong Kha (Thai: เทศบาลตำบลหนองข่า) bestehend aus dem kompletten Tambon Nong Kha.
- Huai (Thai: เทศบาลตำบลห้วย) bestehend aus dem kompletten Tambon Huai.
- Na Pa Saeng (Thai: เทศบาลตำบลนาป่าแซง) bestehend aus Teilen des Tambon Na Pa Saeng.
- Pathum Ratchawongsa (Thai: เทศบาลตำบลปทุมราชวงศา) bestehend aus den Teilen der Tambon Na Wa, Na Pa Saeng.

Es gibt 4 Kommunen mit „Kommunalverwaltungsorganisation“-Status (Tambon-Verwaltungsorganisationen) im Landkreis:
- Kham Phon (Thai: องค์การบริหารส่วนตำบลคำโพน) bestehend aus dem kompletten Tambon Kham Phon.
- Na Wa (Thai: องค์การบริหารส่วนตำบลนาหว้า) bestehend aus Teilen des Tambon Na Wa.
- Lue (Thai: องค์การบริหารส่วนตำบลลือ) bestehend aus dem kompletten Tambon Lue.
- Non Ngam (Thai: องค์การบริหารส่วนตำบลโนนงาม) bestehend aus dem kompletten Tambon Non Ngam.